# Úvaha
Úvaha je slohový útvar, jenž obvykle vzniká na podkladě nějaké lidské myšlenky či souboru myšlenek. Autor se zamýšlí na základě získaných poznatků nad problémem, snaží se dospět k obecnějšímu řešení. Úvaha je ovlivněna úrovní myšlení, zkušenostmi a názorem autora. Autor přemýšlí, dívá se na věc z více možných úhlů, klade argumenty a protiargumenty. Snaží se donutit čtenáře k přemýšlení, k vytvoření vlastního názoru.

## Charakteristika
V úvaze je nutné zaujmout vlastní (subjektivní) postoj k určitému problému, jevu či události, vysvětlit ho a své názory podpořit argumentací. Vhodné je používání výrazů: Domnívám se, myslím si, podle mého názoru, uvažuji, přemýšlím, zajímám se o aj. Myšlenky jsou řazeny volně po sobě, dle úvahového postupu. V úvaze se často vyskytují i řečnické otázky, hodnotící příslovce, přirovnání aj.
Lze použít také tzv. neukončenou výpověď. Závěrem úvahy může být zopakování otázky, kterou jsme se zabývali – tzv. rámcová úvaha. Cílem úvahy není problém vyřešit, pouze se zabývá nabídkou možných řešení.

## Kompozice
1. Úvod – uvedení daného problému. Je v něm uvedeno, čím se další text bude zabývat, proč je toto téma zajímavé a důležité, k jakému cíli chci dospět
2. Vlastní stať – rozbor problému (zaměřuje se maximálně na tři jeho zajímavé aspekty), uvažování, argumentace, dílčí myšlenky a shrnutí...
3. Závěr – shrnutí základních myšlenek, k nimž úvaha směřovala, zdůraznění, proč byly takové závěry v textu vysloveny, může se objevit i pointa (zajímavá myšlenka – citát, řečnická otázka na závěr, která zdůrazní hlavní myšlenku celého textu apod.)[1]